# Saw Legacy
Saw Legacy (Jigsaw) è un film del 2017 diretto da Michael e Peter Spierig.
La pellicola costituisce l'ottavo capitolo della serie iniziata nel 2004 con Saw - L'enigmista.

## Trama
Il criminale Edgar Munsen, cercando di sfuggire alla polizia, viene raggiunto sul tetto di un palazzo, dove pochi istanti prima ha trovato un congegno che avrebbe dovuto attivare, secondo gli ordini impostigli da un nastro registrato. Nonostante le intimidazioni da parte dei poliziotti e del detective Halloran, Edgar preme lo stesso il bottone e fa cominciare il nuovo "gioco", per poi venire ferito gravemente da un proiettile, e la sua mano sinistra viene staccata dai proiettili dei poliziotti.
In un granaio abbandonato, cinque persone (Mitch, Anna, Carly, Ryan e un uomo non identificato) sono tenuti imprigionati: ognuno di loro indossa un collare collegato ad una catena che attraversa una fessura presente in ognuna delle porte poste di fronte ad essi con innestate delle lame circolari. Una registrazione di John Kramer spiega che, per liberarsi, dovranno effettuare un sacrificio di sangue, anche minimo, quindi confessare i propri peccati con il proseguire del "gioco". Le catene cominciano a tirare e ad avvicinare i cinque verso le lame rotanti, che nel frattempo si sono azionate: Anna, Mitch e Ryan riescono a liberarsi tagliandosi volontariamente, Carly viene ferita alla schiena, mentre l'uomo non identificato, rimasto incosciente durante il messaggio, si risveglia troppo tardi e, apparentemente, muore dilaniato dalle lame.
Il test successivo rivela che Carly era una ladra e una volta, derubando una donna asmatica, l'ha privata del suo inalatore d'emergenza causandone la morte. Dal soffitto calano tre siringhe, una contenente l'antidoto al veleno iniettato nel corpo di Carly, una contenente una soluzione salina e l'ultima dell’acido fluoridrico: la ragazza deve iniettarsi una delle tre siringhe, ma essendo terrorizzata non riesce a decidersi. Partito il meccanismo che avrebbe ucciso tutti e quattro, impiccandoli, Ryan inietta egoisticamente tutte e tre le siringhe nel collo della ragazza (nonostante abbia iniziato con quella giusta). I quattro vengono liberati dalle catene, ma l'acido uccide Carly sciogliendo parzialmente la sua faccia.
Mentre il gioco prosegue, il detective Halloran e il suo collega, il detective Hunt, cominciano a investigare sull'accaduto, dopo il ritrovamento dei cadaveri dell'uomo sconosciuto e di Carly, entrambi morti nel granaio. Halloran comincia così a sospettare dei due medici forensi Logan e Eleanor, in quanto quest’ultima molto attratta dall’operato passato di Kramer. Tuttavia Logan, un padre vedovo e veterano militare al quale è stata uccisa la moglie due anni prima, non è convinto dei sospetti di Halloran. Nel frattempo, Edgar viene rapito dall'ospedale dove era stato ricoverato da una persona sconosciuta. Quando la polizia ordina di riesumare il corpo di John Kramer, per tranquillizzare la cittadinanza e provare che è effettivamente morto, all'interno della bara al posto del defunto John viene trovato il cadavere di Edgar.
In un'altra stanza del granaio, Ryan tenta di prendere una scorciatoia, aprendo con una pala una porta con la scritta "NO EXIT", ma cade in una trappola, e la gamba destra viene bloccata da dei cavi metallici che si stringono progressivamente, stritolando l’arto dell’uomo. In seguito all’apertura di un silo, Mitch e Anna si avventurano al suo interno per recuperare un telecomando ma nel tentativo attivano la trappola successiva. La trappola prevede che i due vengano sepolti vivi dal grano che viene rilasciato all’interno del silo e che varie armi taglienti cadano dal soffitto per colpirli. Per salvare loro la vita, Ryan deve tirare la leva posizionata accanto ai fili che intrappolano la sua gamba: così facendo salverebbe Mitch e Anna, ma perderebbe la gamba. Alla fine Ryan tira la leva e li salva, rimanendo amputato. Il prossimo ad essere testato è Mitch, responsabile di aver venduto consapevolmente ad un giovane (il nipote di John Kramer) una moto con i freni difettosi, che lo ha portato alla morte in un incidente stradale. La trappola di Mitch consiste in una lama a spirale, che viene azionata dalla stessa moto che Mitch aveva venduto in passato: Il ragazzo viene calato dentro la trappola e per salvarsi deve premere il freno, in fondo alla trappola. Anna nel mentre riesce a raggiungere la moto e a bloccare la ruota che azionava il congegno grazie a una spranga di metallo. Proprio quando pensavano di aver fermato il meccanismo, la spranga si rompe rimettendo in movimento la moto che aziona la lama, tagliando ripetutamente il corpo di Mitch.
Logan e Eleanor parlano in un bar di come non ci si possa fidare di Halloran, quindi Eleanor decide di portare Logan nel suo studio. Eleanor si rivela essere un'appassionata di Jigsaw e ha ricreato le sue trappole mortali. Hunt, che li aveva seguiti di nascosto, scatta alcune foto dello studio e informa Halloran. Halloran ordina che i due vengano arrestati, ma Logan riesce a convincere Hunt, amico di vecchia data, che sia Halloran il vero colpevole che si cela dietro alle recenti morti ed inoltre è implicato nell'aver collaborato in passato con Edgar Munsen. Convinto Hunt, Logan ed Eleanor riescono a capire dove si trova il granaio in cui si tiene il gioco, essendo appartenuto a Jill Tuck, la moglie di John Kramer, ma Halloran li segue.
Anna tenta di aprire la porta con la scritta "NO EXIT" e ci riesce, riuscendo inoltre a vedere l'esterno, ma viene attaccata da un individuo con una maschera da maiale con la parrucca. Si risveglia in una stanza insieme a Ryan, entrambi incatenati alle gambe e con loro si trova l'individuo che li ha portati lì: John Kramer. John rivela a Ryan che a causa delle sue bravate da giovane, ha causato la morte di tre persone, per poi negare di aver avuto delle colpe. Anna invece ha ucciso suo figlio neonato, per poi far credere che suo marito lo avesse soffocato nel sonno, provocando il suo suicidio in un manicomio: John conosceva la verità essendo stato loro vicino di casa. Anna si rivela così la più meschina del gruppo e che l'intuizione di Ryan si è rivelata infine corretta, in quanto fin dall'inizio, dubitava che Anna avesse detto la verità.
John spiega che i due devono affrontare il loro ultimo test, dando loro l’occasione di agire correttamente dato che fino a quel momento entrambi si sono comportati “al contrario” di come avrebbero dovuto. John piazza così un fucile a canne mozze al centro della stanza e dice ai due che quello è la chiave per salvarsi, prima di mettere una cartuccia nell'arma. Anna interpreta male il messaggio di John, e pur di salvarsi, imbraccia il fucile e si appresta a sparare Ryan, che implora di non farlo. Ascoltando le sue parole, egli intuisce che la frase di John nasconde un significato ma Anna non lo ascolta, e spara, il colpo però viene esploso in direzione opposta, uccidendola sul colpo. Ryan scopre che nel bossolo si trovavano le chiavi che avrebbero aperto le catene, che però sono state distrutte nel momento in cui Anna ha premuto il grilletto, e poi Ryan muore disanguato.
Mentre Logan ed Eleanor indagano nel granaio, Halloran tende loro un'imboscata, alla quale Eleanor riesce a sfuggire. Logan e Halloran vengono rapiti da un individuo sconosciuto e si risvegliano, entrambi con un collare al collo nel quale sono innestati dei bisturi laser. Per salvarsi devono confessare i propri peccati del passato ma devono decidere chi dei due deve cominciare, avendo un minuto a disposizione. Halloran tende una trappola a Logan, costringendolo ad iniziare. Logan confessa così di aver scambiato per errore le etichette sulle cartelle cliniche di John Kramer e di un altro paziente dieci anni prima, ma viene comunque trafitto dai raggi laser, cadendo a terra sanguinante. Halloran, spaventato, confessa di avere lasciato a piede libero alcuni criminali che hanno causato la morte di molta gente, per guadagni personali, e i laser si spengono. Improvvisamente Logan si rialza, avendo finto di morire per ottenere la confessione di Halloran, e rivela che il gioco del granaio fu il primissimo gioco di Jigsaw e si tenne 10 anni prima: Logan era l'uomo credutosi morto nella prima stanza, infatti John Kramer lo salvò all'ultimo secondo, in quanto capì che lo scambio delle etichette sulle cartelle cliniche fu un errore involontario oltre ad avergli somministrato troppo sonnifero; da allora Logan divenne il primo apprendista di John e lo aiutò a costruire le sue prime trappole, sentendosi in debito con lui. Dieci anni dopo Logan decise di ricreare con precisione il gioco nel granaio per intrappolare Halloran e farlo confessare, in quanto due anni prima egli aveva aiutato Edgar Munsen a tornare in libertà dopo aver ucciso la moglie di Logan. Logan ha registrato le confessioni di Halloran per la polizia, Halloran chiede il suo perdono, ma Logan risponde che lo avrebbe salvato, se solo non avesse fatto scattare la sua trappola, e quindi lascia che i raggi laser gli taglino la faccia, uccidendolo, per poi chiudere la porta e concludere il gioco.

## Produzione
Il precedente film, Saw 3D era stato ideato come ultimo capitolo della saga. Il film era stato concepito in due parti, ma la Lionsgate, dopo i risultati al botteghino sotto le aspettative di Saw VI, diede direttiva di realizzarne solo una. Gli sceneggiatori di Saw 3D Marcus Dunstan e Patrick Melton, a causa del cambio rivelarono: "la grande rivelazione del dottor Gordon era abbastanza non necessaria ... e forse ha creato più domande che risposte. C'erano molte idee che non abbiamo potuto realizzare. Ma non vogliamo parlarne al passato, perché non si sa mai che possano concretizzarsi in futuro".
Dopo il precedente capitolo la Lionsgate dichiarò il progetto della saga concluso. Nel dicembre 2011 comunque il vice presidente della Lionsgate Michael Burns affermò che un nuovo film fosse in possibile fase di progettazione. Nell'agosto del 2012 venne riportata la notizia che la casa di produzione stesse considerando l'idea di fare un remake o un reboot del film originale. Alla fine del 2013 venne resa ufficiale la realizzazione di un ottavo film della serie. Saw Legacy venne concepito dagli sceneggiatori Josh Stolberg e Peter Goldfinger, che impegnarono due anni per scrivere il nuovo capitolo, proponendo nuove idee. Stolberg e Goldfinger, appassionati della saga, vennero incaricati dalla casa di produzione di occuparsi di un nuovo capitolo per ridare vita alla serie. Stolberg dichiarò che i produttori del primo film, Mark Burg e Oren Koules scelsero loro in quanto apprezzarono una delle loro proposte per il seguito.
Il soggetto originale di Stolberg e Goldfinger era ambientato a bordo di una piattaforma petrolifera in mezzo all'oceano, così che i protagonisti fuggendo dalla stanza in cui erano rinchiusi si sarebbero resi conto di trovarsi intrappolati senza via d'uscita, ma l'idea non convinse la Lionsgate e i due sceneggiatori presentarono numerose idee diverse finché non venne accettata la proposta di raccontare la storia in una timeline alternativa da quella del racconto principale come usato spesso nei precedenti Saw films, ma in maniera diversa. Dato il via al progetto i mesi successivi videro la modifica della sceneggiatura. La prima sceneggiatura del film era ambiantata interamente in uno spazio aperto, una variante nuova rispetto al solito ambiente chiuso e claustrofobico del franchise, ma l'idea non piacque e gli autori decisero che la storia si sarebbe svolta dentro un fienile. Riguardo alla storia, la Lionsgate chiese che il film fosse un seguito stand-alone che avrebbe funzionato anche per gli spettatori che non hanno visto i precedenti film.
Nel febbraio 2016 viene annunciato che Josh Stolberg e Pete Goldfinger hanno completato la sceneggiatura del film, inizialmente intitolato Saw: Legacy. Nel luglio dello stesso anno Michael e Peter Spierig vengono scelti per la regia.. Burg and Koules, produttori dei precedenti seguiti, ripresero il loro ruolo. Il compositore della colonna sonora Charlie Clouser ha descritto il film come una "reinvenzione" della serie, mostrandosi positivo sul fatto che "i fratelli Spierig possano portare aria nuova al materiale e costruire una nuova storyline e nuovi personaggi che evolveranno la saga nel futuro". Michael Spierig dichiarò "Forse non è così cattivo, ma è più divertente. Ma è ancora pieno di gore, questo è sicuro. Ha un grande mistero ed è pieno di colpi di scena interessanti".
Il budget stanziato per il film è stato di 10 milioni di dollari e le riprese sono iniziate nel novembre 2016.

## Cast
Il 2 marzo 2017 Bloody Disgusting rivelò i primi dettagli della trama e il cast ufficiale completo, confermando anche il ritorno di Tobin Bell nei panni di John Kramer ma a sorpresa confermò anche che Cary Elwes e Costas Mandylor, i quali interpretarono precedentemente il dottor Lawrence Gordon e il detective Mark Hoffman, non sarebbero ritornati nel nuovo capitolo. Nel corso delle riprese venne riportato dallo stesso sito che Jon Cor, che interpretò precedentemente Ryan (da non confondere col personaggio omonimo interpretato in questo film da Paul Braunstein) in Saw 3D, sarebbe apparso nel film insieme a Tobin Bell, ma il suo personaggio non appare nella versione finale del film.

## Promozione
Il primo trailer del film viene diffuso il 20 luglio 2017, mentre il trailer italiano arriva online il 7 settembre seguente.

## Distribuzione
La pellicola è stata distribuita nelle sale cinematografiche statunitensi a partire dal 27 ottobre 2017, mentre in quelle italiane dal 31 ottobre.

### Divieti
Negli Stati Uniti il film è stato vietato ai minori di 18 anni per la presenza di «violenza, tortura, sanguinamento e linguaggio non adatto», mentre in Italia ai minori di 14 anni.

## Accoglienza

### Incassi
Nel primo week-end di programmazione negli Stati Uniti, il film si posiziona al primo posto con un incasso di 16,25 milioni di dollari.
A fine corsa, il film ha incassato 102,9 milioni di dollari in tutto il mondo.

### Critica
Il film è stato accolto da recensioni generalmente negative. Sul sito Rotten Tomatoes ottiene il 34% delle recensioni professionali positive, con un voto medio di 4,8 su 10 mentre su Metacritic ottiene un punteggio di 39 su 100.

## Sequel
Nel 2019 venne realizzato il nono film della serie, Spiral - L'eredità di Saw, diretto da Darren Lynn Bousman e con protagonisti Chris Rock, Samuel L. Jackson, Max Minghella e Marisol Nichols. Le riprese avvenero a Toronto tra il luglio e l'agosto del 2019. Lionsgate pianificò l'uscita del film nelle sale per il 15 maggio 2020, ma a causa della pandemia di COVID-19 l'uscita venne posticipata per il 14 maggio 2021.
Nell'aprile del 2021, ancora prima dell'uscita di Spiral venne confermata la lavorazione di un ulteriore seguito da parte della Twisted Pictures. Nel maggio del 2021 Bousman, già regista di altri episodi della saga precisò che Spiral non è da considerarsi il nono seguito della serie principale e che Saw 9 e un possibile Saw X saranno progetti indipendenti da Spiral 2 e Spiral 3, e che inoltre un ulteriore seguito parallelo sotto forma di serie televisiva è in lavorazione.